# Малькольм Янг
 Малькольм Мічел Янг  (англ. Malcolm Mitchell Young; 6 січня 1953, Глазго, Шотландія — 18 листопада 2017) — рок-музикант, відомий як засновник і ритм-гітарист австралійської рок-групи AC/DC.

## Життєпис
Малькольм Мітчелл Янг народився в багатодітній сім'ї. Коли Малькольму було 10 років родина Янгів переїхала в Австралію. Як і його старший брат Джордж, Малькольм був талановитим футболістом і збирався зробити спортивну кар'єру.

## Перед AC/DC
Батьки Малькольма — Вільям і Маргарет, емігрували з Глазго, Шотландія в Сідней, Австралія, у 1963 разом зі своїми дітьми Джорджем, Маргарет, Малькольмом і Ангусом, залишивши старшого сина Алекса у Великій Британії. Зрештою вони оселилися у Бервуд, передмісті Сіднея.
Джордж Янг брав участь у рок-групі Easybeats. Група досягала перших позицій в Австралійських чартах в 1965—1968 рр..
Так само Джордж домігся міжнародного успіху з «Friday On My Mind». Малькольм спочатку грав у групі «The Velvet Underground» з Ньюкасла, Новий Південний Уельс (не плутати з нью-йоркським Velvet Underground). Вони грали кавер-версії пісень T.Rex і The Rolling Stones. Його брат, Ангус, почав грати в іншій групі під назвою Kentuckee.

## AC/DC
Малькольм і Ангус заснували AC/DC в листопаді 1973 року, коли Малькольму було 20 років, а Ангусу 18. Їх перше національне турне пройшло у 1974 році з першим вокалістом Дейвом Евансом.
AC/DC переїхав до Великої Британії у 1976 році і почав напружений графік міжнародних гастролей і запису. Після смерті Бона Скотта у 1980 році вони записали свій найбільш продаваний альбом Back in Black з третім за рахунком вокалістом Браяном Джонсоном.
Малькольм Янг пропустив тур 1988 через проблеми з алкоголем. Ця причина була прихована, офіційно ж оголошено, що він пропустив тур через хворобу сина. Малькольм зрештою вирішив проблеми з алкоголем і повернувся в групу. Під час відсутності Малькольма, його племінник Стіві заміняв Малькольма. Відомо, що деякі фани не помітили заміни Малькольма, так як Стіві вражаюче схожий на Малькольма.
Малькольм одружений з Ліндою Янг ще з початку своєї кар'єри, і має доньку Кару (народилася під час запису сесій Back In Black) і сина Росса (1982). Він проводить більшу частину життя у Великій Британії, повертаючись до «Oncaparinga» (його будинок у Східному Balmain, Сідней) кожне Різдво.
Малькольм Янг внесений до видання «Хто є хто в Австралії» у 2004—2005 роках.

## Хвороба та смерть
У квітні 2014 року Малькольм через проблеми зі здоров'ям припинив участь в групі. Його знову замінив племінник Стіві Янг.
У вересні 2014 роки сім'я Малькольма Янга підтвердила, що він страждає від деменції — хвороби мозку, що викликає порушення пам'яті і розумової функції. Того ж року гурт заявив, що Янг більше не повернеться в гурт.
Малькольм Янг помер у віці 64 років 18 листопада 2017 року. Музикант пішов з життя у себе вдома, оточений близькими. 

## Спадщина і вплив
Зазнавши впливу гітаристів рок-н-ролу 50-х та блюз-року 60-х і 70-х років, Малькольм Янг вважається яскравим представником «ро́кової» ритм-гітари.
Про Янга була написана пісня (і альбом) австралійської панк-рок-групи Frenzal Rhomb: «Forever Malcolm Young».
Журнал Guitar Player заявив, що секрет техніки Малькольма Янга у грі відкритими акордами через зв'язку невеликих підсилювачів з низьким рівнем перевантаження сигналу. Це суперечить думці рок-гітаристів, які вважають, що ритм-гітара повинна звучати голосно і викривлено.
У 2009 році журнал Classic Rock включив Малькольма (так само, як і його брата Ангуса) у список найвеличніших гітаристів усіх часів.